# Kyrkstallar

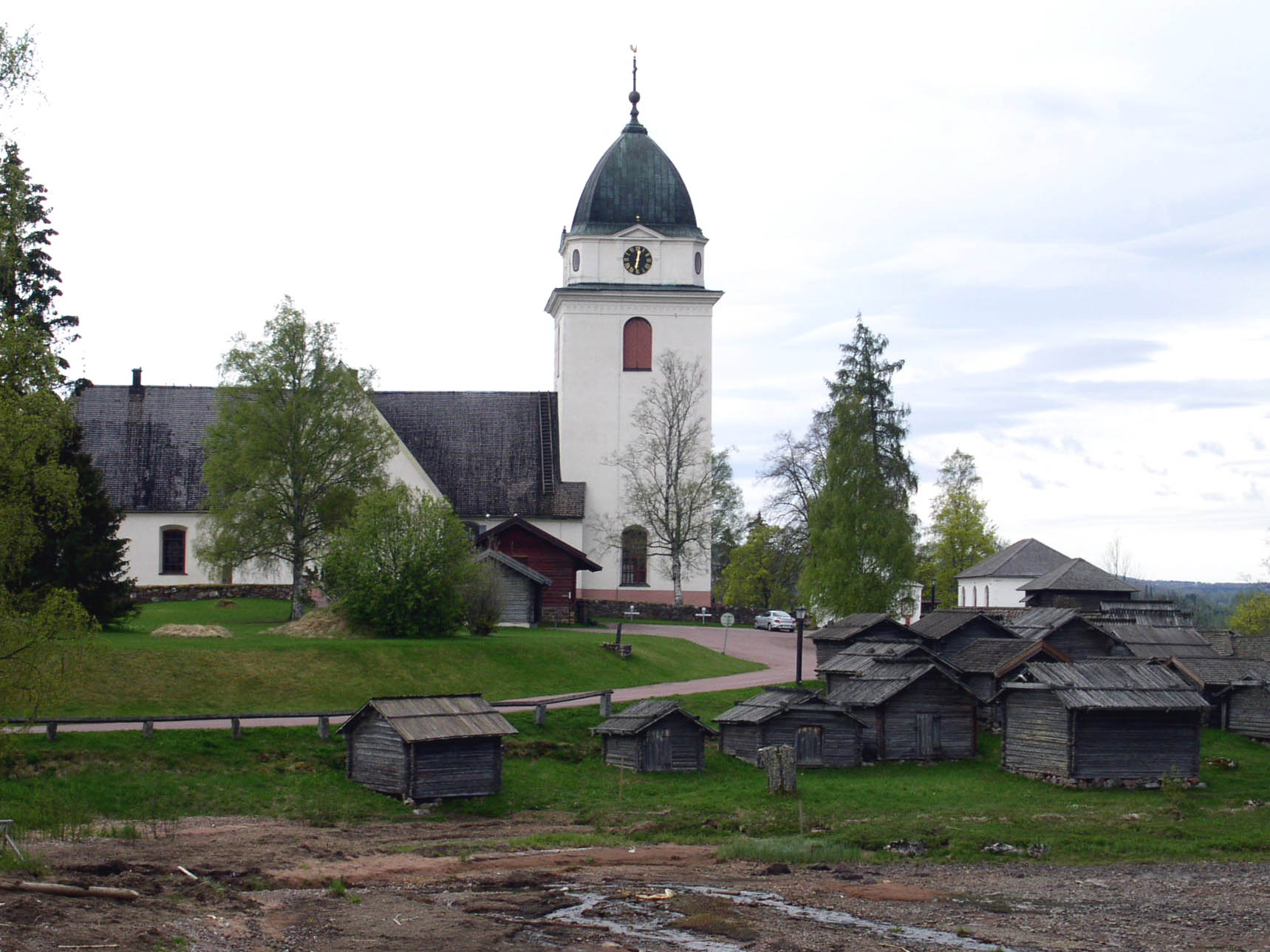
Rättviks kyrka med kyrkstallar.

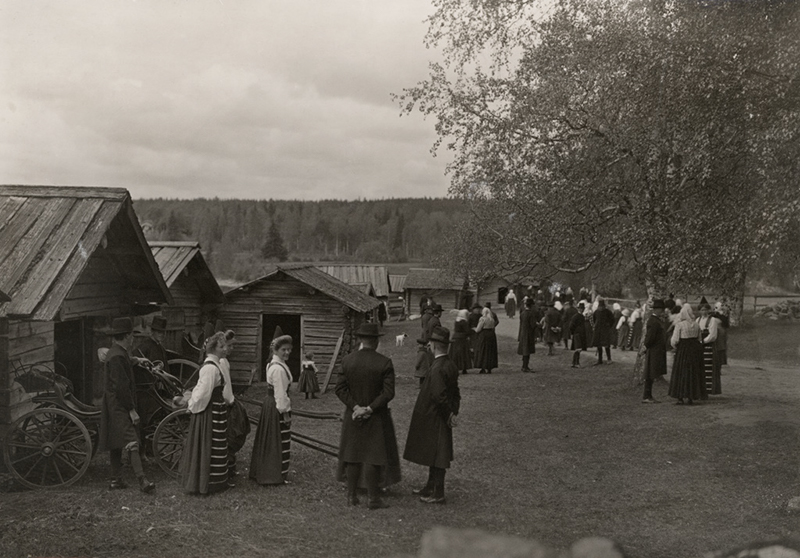
Högtidsklädda människor samlade utanför kyrkstallarna vid Rättviks kyrka, ca 1890 till 1910.

Kyrkstallar kallas de byggnader som låg vid kyrkan och där besökare ställde in sina hästar. Tillsammans med kyrkstugor utgjorde de också en del av de byggnader i de kyrkstäder som växte upp när kyrkobesökarna kom så långt ifrån att de behövde övernatta i samband med kyrkobesök. 
Flera områden med kyrkstall finns bevarade, till exempel Gammelstads kyrkstad i Luleå och i Närpes i Österbotten, Finland, finns en stor samling, cirka 150 kyrkstall, bevarade.